# Selección de fútbol sub-20 de Guatemala
La Selección de fútbol sub-20 de Guatemala, conocida también como la Selección juvenil de fútbol de Guatemala, es el equipo que representa al país en la Copa Mundial de Fútbol Sub-20 y en el Campeonato Sub-20 de la Concacaf, y es controlada por la Federación Nacional de Fútbol de Guatemala.

## Palmarés
- Campeonato Sub-20 de la Concacaf: 20
- Participaciones: 1962, 1964, 1973, 1974, 1976, 1980, 1982, 1984, 1988, 1990, 1994, 1996, 1998, 2001, 2003, 2007, 2011, 2015, 2018, 2022.
- Mejores Participaciones: 1962, 1973, 2011.
  - Finalista: (2) 1962 y 1973.
  - Clasificación a Mundiales: (2) 2011, 2023.
  - Fase de grupos: (1) 2011.

## Estadísticas

### Copa Mundial Sub-20
| 1977  | No clasificó     | No clasificó | No clasificó | No clasificó | No clasificó | No clasificó | No clasificó | No clasificó | No clasificó | No clasificó       |
| 1979  | No clasificó     | No clasificó | No clasificó | No clasificó | No clasificó | No clasificó | No clasificó | No clasificó | No clasificó | No clasificó       |
| 1981  | No clasificó     | No clasificó | No clasificó | No clasificó | No clasificó | No clasificó | No clasificó | No clasificó | No clasificó | No clasificó       |
| 1983  | No clasificó     | No clasificó | No clasificó | No clasificó | No clasificó | No clasificó | No clasificó | No clasificó | No clasificó | No clasificó       |
| 1985  | No clasificó     | No clasificó | No clasificó | No clasificó | No clasificó | No clasificó | No clasificó | No clasificó | No clasificó | No clasificó       |
| 1987  | No clasificó     | No clasificó | No clasificó | No clasificó | No clasificó | No clasificó | No clasificó | No clasificó | No clasificó | No clasificó       |
| 1989  | No clasificó     | No clasificó | No clasificó | No clasificó | No clasificó | No clasificó | No clasificó | No clasificó | No clasificó | No clasificó       |
| 1991  | No clasificó     | No clasificó | No clasificó | No clasificó | No clasificó | No clasificó | No clasificó | No clasificó | No clasificó | No clasificó       |
| 1993  | No clasificó     | No clasificó | No clasificó | No clasificó | No clasificó | No clasificó | No clasificó | No clasificó | No clasificó | No clasificó       |
| 1995  | No clasificó     | No clasificó | No clasificó | No clasificó | No clasificó | No clasificó | No clasificó | No clasificó | No clasificó | No clasificó       |
| 1997  | No clasificó     | No clasificó | No clasificó | No clasificó | No clasificó | No clasificó | No clasificó | No clasificó | No clasificó | No clasificó       |
| 1999  | No clasificó     | No clasificó | No clasificó | No clasificó | No clasificó | No clasificó | No clasificó | No clasificó | No clasificó | No clasificó       |
| 2001  | No clasificó     | No clasificó | No clasificó | No clasificó | No clasificó | No clasificó | No clasificó | No clasificó | No clasificó | No clasificó       |
| 2003  | No clasificó     | No clasificó | No clasificó | No clasificó | No clasificó | No clasificó | No clasificó | No clasificó | No clasificó | No clasificó       |
| 2005  | No clasificó     | No clasificó | No clasificó | No clasificó | No clasificó | No clasificó | No clasificó | No clasificó | No clasificó | No clasificó       |
| 2007  | No clasificó     | No clasificó | No clasificó | No clasificó | No clasificó | No clasificó | No clasificó | No clasificó | No clasificó | No clasificó       |
| 2009  | No clasificó     | No clasificó | No clasificó | No clasificó | No clasificó | No clasificó | No clasificó | No clasificó | No clasificó | No clasificó       |
| 2011  | Octavos de final | 16°          | 4            | 1            | 0            | 3            | 1            | 12           | -11          | Marvin Ceballos: 1 |
| 2013  | No clasificó     | No clasificó | No clasificó | No clasificó | No clasificó | No clasificó | No clasificó | No clasificó | No clasificó | No clasificó       |
| 2015  | No clasificó     | No clasificó | No clasificó | No clasificó | No clasificó | No clasificó | No clasificó | No clasificó | No clasificó | No clasificó       |
| 2017  | No clasificó     | No clasificó | No clasificó | No clasificó | No clasificó | No clasificó | No clasificó | No clasificó | No clasificó | No clasificó       |
| 2019  | No clasificó     | No clasificó | No clasificó | No clasificó | No clasificó | No clasificó | No clasificó | No clasificó | No clasificó | No clasificó       |
| 2023  | Primera ronda    | 22°          | 3            | 0            | 0            | 3            | 0            | 6            | -6           |                    |
| 2025  | No clasificó     | No clasificó | No clasificó | No clasificó | No clasificó | No clasificó | No clasificó | No clasificó | No clasificó | No clasificó       |
| Total | 2/24             | 73º          | 7            | 1            | 0            | 6            | 1            | 18           | -17          | Marvin Ceballos: 1 |

### Goleadores
| N.º | Jugador         | Edición       | Goles |
| --- | --------------- | ------------- | ----- |
| 1.  | Marvin Ceballos | Colombia 2011 | 1     |

## Participaciones

### 2011
- 2011 - Octavos de final

| Equipo         | Pts | PJ | PG | PE | PP | GF | GC | Dif |
| -------------- | --- | -- | -- | -- | -- | -- | -- | --- |
| Nigeria        | 9   | 3  | 3  | 0  | 0  | 12 | 2  | 10  |
| Arabia Saudita | 6   | 3  | 2  | 0  | 1  | 8  | 2  | 6   |
| Guatemala      | 3   | 3  | 1  | 0  | 2  | 1  | 11 | -10 |
| Croacia        | 0   | 3  | 0  | 0  | 3  | 2  | 8  | -6  |

| 31 de julio de 2011, 15:00 | Nigeria                                            | 5:0 (2:0) | Guatemala | Centenario, Armenia                                                        |                                                                            |
|                            | Egbedi 8' 39' · Ajagun 47' · Kayode 53' · Musa 76' | Reporte   |           | Asistencia: 11 116 espectadores Árbitro(s): Robert Schörgenhofer (Austria) | Asistencia: 11 116 espectadores Árbitro(s): Robert Schörgenhofer (Austria) |

| 3 de agosto de 2011, 17:00 | Arabia Saudita                                                                                | 6:0 (2:0) | Guatemala | Centenario, Armenia                                                |                                                                    |
|                            | Dagriri 17' · Al-Fahmi 27' · Al-Fatil 58' · Al-Shahrani 66' · Al-Ibrahim 83' · Al-Dawsari 89' | Reporte   |           | Asistencia: 8861 espectadores Árbitro(s): William Collum (Escocia) | Asistencia: 8861 espectadores Árbitro(s): William Collum (Escocia) |

| 6 de agosto de 2011, 20:00 | Croacia | 0:1 (0:0) | Guatemala    | Estadio Centenario, Armenia                                         |                                                                     |
|                            |         | Reporte   | Ceballos 81' | Asistencia: 4209 espectadores Árbitro(s): Abdulrahman Abdou (Catar) | Asistencia: 4209 espectadores Árbitro(s): Abdulrahman Abdou (Catar) |

| 9 de agosto de 2011, 17:00 | Portugal              | 1:0 (1:0) | Guatemala | Pascual Guerrero, Cali                                                |                                                                       |
|                            | N. Oliveira 7' (pen.) | Reporte   |           | Asistencia: 34 265 espectadores Árbitro(s): Djamel Haimoudi (Argelia) | Asistencia: 34 265 espectadores Árbitro(s): Djamel Haimoudi (Argelia) |

### Campeonato Sub-20 de la Concacaf
| 1962  | Subcampeón       | 2°            | 6             | 2             | 2             | 2             | 8             | 7             | +1            |
| 1964  | Tercer Lugar     | 3°            | 7             | 5             | 0             | 2             | 11            | 3             | +8            |
| 1970  | No participó     | No participó  | No participó  | No participó  | No participó  | No participó  | No participó  | No participó  | No participó  |
| 1973  | Subcampeón       | 2°            | 4             | 2             | 1             | 1             | 5             | 3             | +2            |
| 1974  | Primera fase     | 9°            | 3             | 1             | 0             | 2             | 4             | 5             | -1            |
| 1976  | Cuarto Lugar     | 4°            | 8             | 4             | 1             | 3             | 10            | 6             | +4            |
| 1978  | No participó     | No participó  | No participó  | No participó  | No participó  | No participó  | No participó  | No participó  | No participó  |
| 1980  | Cuartos de final | 7°            | 4             | 0             | 3             | 1             | 1             | 3             | -2            |
| 1982  | Cuarto Lugar     | 4°            | 7             | 3             | 0             | 4             | 10            | 11            | -1            |
| 1984  | Primera fase     | 13°           | 3             | 0             | 1             | 2             | 1             | 7             | -6            |
| 1986  | No participó     | No participó  | No participó  | No participó  | No participó  | No participó  | No participó  | No participó  | No participó  |
| 1988  | Primera fase     | 8°            | 4             | 1             | 0             | 3             | 3             | 9             | -6            |
| 1990  | Cuarto Lugar     | 4°            | 5             | 2             | 0             | 3             | 7             | 10            | -3            |
| 1992  | No participó     | No participó  | No participó  | No participó  | No participó  | No participó  | No participó  | No participó  | No participó  |
| 1994  | Primera fase     | 10°           | 3             | 0             | 0             | 3             | 6             | 13            | -7            |
| 1996  | Fase final       | 5°            | 5             | 1             | 2             | 2             | 4             | 5             | -1            |
| 1998  | Primera fase     | 5°            | 3             | 1             | 0             | 2             | 3             | 5             | -2            |
| 2001  | Fase Única       | 7°            | 3             | 0             | 1             | 2             | 1             | 13            | -12           |
| 2003  | Fase Única       | 8°            | 3             | 0             | 0             | 3             | 1             | 6             | -5            |
| 2005  | No clasificó     | No clasificó  | No clasificó  | No clasificó  | No clasificó  | No clasificó  | No clasificó  | No clasificó  | No clasificó  |
| 2007  | Fase Única       | 6°            | 3             | 0             | 2             | 1             | 1             | 3             | -2            |
| 2009  | No clasificó     | No clasificó  | No clasificó  | No clasificó  | No clasificó  | No clasificó  | No clasificó  | No clasificó  | No clasificó  |
| 2011  | Tercer Lugar     | 3°            | 5             | 2             | 1             | 2             | 6             | 6             | 0             |
| 2013  | No clasificó     | No clasificó  | No clasificó  | No clasificó  | No clasificó  | No clasificó  | No clasificó  | No clasificó  | No clasificó  |
| 2015  | Fase final       | 5°            | 6             | 3             | 2             | 1             | 7             | 4             | +3            |
| 2017  | Descalificado    | Descalificado | Descalificado | Descalificado | Descalificado | Descalificado | Descalificado | Descalificado | Descalificado |
| 2018  | Primera fase     | 15°           | 4             | 2             | 1             | 1             | 10            | 5             | +5            |
| 2022  | Cuarto lugar     | 4°            | 6             | 2             | 3             | 1             | 10            | 11            | -1            |
| 2024  | Cuartos de final | 8°            | 4             | 1             | 0             | 3             | 6             | 7             | –1            |
| Total | Subcampeón       | 20/28         | 96            | 32            | 20            | 44            | 115           | 142           | -27           |

### Goleadores
| N.º | Jugador            | Edición        | Goles |
| --- | ------------------ | -------------- | ----- |
| 1.  | Arquimides Ordoñez | Honduras 2022  | 5     |
| 2.  | Gerson Lima        | Guatemala 2011 | 3     |

## Últimos encuentros
A continuación se detallan los últimos partidos jugados por la selección.
- Actualizado al 30 de julio de 2024.

| Fecha      | Ciudad                | Local            | Resultado      | Visitante      | Competencia                  |
| ---------- | --------------------- | ---------------- | -------------- | -------------- | ---------------------------- |
| 23-05-2023 | Santiago del Estero   | Argentina        | 3:0            | Guatemala      | Copa Mundial Sub-20 2023     |
| 26-05-2023 | Santiago del Estero   | Guatemala        | 0:2            | Uzbekistán     | Copa Mundial Sub-20 2023     |
| 21-11-2023 | Santa Rosa            | Guatemala        | 3:0            | Nicaragua      | Partido amistoso             |
| 23-11-2023 | Ciudad de Guatemala   | Guatemala        | 1:0            | Nicaragua      | Partido amistoso             |
| 05-12-2023 | Siguatepeque          | Honduras         | 0:1            | Guatemala      | Partido amistoso             |
| 07-12-2023 | Siguatepeque          | Honduras         | 2:1            | Guatemala      | Partido amistoso             |
| 12-12-2023 | Santa Catarina Pinula | Guatemala        | 5:0            | Belice         | Partido amistoso             |
| 14-12-2023 | Ciudad de Guatemala   | Guatemala        | 3:1            | Belice         | Partido amistoso             |
| 19-01-2024 | Tegucigalpa           | Guatemala        | 2:1            | Cuba           | Torneo Uncaf Sub-20 2024     |
| 21-01-2024 | Tegucigalpa           | Guatemala        | 6:0            | Belice         | Torneo Uncaf Sub-20 2024     |
| 23-01-2024 | Tegucigalpa           | Guatemala        | 4:2            | Costa Rica     | Torneo Uncaf Sub-20 2024     |
| 25-01-2024 | Tegucigalpa           | Guatemala        | 0:0 (3:0 pen.) | Panamá         | Torneo Uncaf Sub-20 2024     |
| 23-02-2024 | Ciudad de Guatemala   | Guatemala        | 3:1            | Barbados       | Clas. Campeonato Sub-20 2024 |
| 25-02-2024 | Ciudad de Guatemala   | Guatemala        | 6:0            | Saint-Martin   | Clas. Campeonato Sub-20 2024 |
| 29-02-2024 | Ciudad de Guatemala   | Guatemala        | 5:0            | Aruba          | Clas. Campeonato Sub-20 2024 |
| 02-03-2024 | Ciudad de Guatemala   | Guatemala        | 1:0            | Curazao        | Clas. Campeonato Sub-20 2024 |
| 06-06-2024 | Ciudad de México      | México           | 4:0            | Guatemala      | Partido amistoso             |
| 08-06-2024 | Ciudad de México      | Guatemala        | 2:0            | Jamaica        | Partido amistoso             |
| 10-06-2024 | Chester               | Philadelphia U20 | 0:2            | Guatemala      | Partido Amistoso Híbrido     |
| 21-07-2024 | Irapuato              | Guatemala        | 0:3            | Panamá         | Campeonato Sub-20 2024       |
| 24-07-2024 | Irapuato              | México           | 2:1            | Guatemala      | Campeonato Sub-20 2024       |
| 27-07-2024 | Irapuato              | Guatemala        | 5:1            | Haití          | Campeonato Sub-20 2024       |
| 30-07-2024 | León                  | Guatemala        | 0:1            | Estados Unidos | Campeonato Sub-20 2024       |

## Rendimiento en Mundiales Sub-20
| Selección      | PJ | G | E | P | GF | GC | DIF | Pts |
| -------------- | -- | - | - | - | -- | -- | --- | --- |
| Nigeria        | 1  | 0 | 0 | 1 | 0  | 5  | -5  | 0   |
| Arabia Saudita | 1  | 0 | 0 | 1 | 0  | 6  | -6  | 0   |
| Croacia        | 1  | 1 | 0 | 0 | 1  | 0  | +1  | 3   |
| Portugal       | 1  | 0 | 0 | 1 | 0  | 1  | -1  | 0   |
| Argentina      | 1  | 0 | 0 | 1 | 0  | 3  | -3  | 0   |
| Nueva Zelanda  | 1  | 0 | 0 | 1 | 0  | 1  | -1  | 0   |
| Uzbekistán     | 1  | 0 | 0 | 1 | 0  | 2  | -2  | 0   |
| Total          | 6  | 1 | 0 | 5 | 1  | 17 | -17 | 3   |